# ドーソン・クリーク
ドーソン・クリーク（英：Dawson Creek）は、カナダ・ブリティッシュコロンビア州東部の都市であり、ピースリバー地域に位置する。同地方の行政府が置かれており、人口は12,978人（2016年統計）。アラスカ・ハイウェイのスタート地点として設定されている。